# Deus caritas est
Deus caritas est (latinsky Bůh je láska) je první encyklika papeže Benedikta XVI. vydaná 25. ledna 2006, která se zabývá tématem křesťanské lásky.

## Název
Latinský název encykliky je totožný s jejím incipitem, jak je u církevních dokumentů zvykem, a je citací latinského překladu 1. listu Janova ve Vulgatě:
Také my jsme poznali lásku, kterou Bůh má k nám, a věříme v ni. Bůh je láska, a kdo zůstává v lásce, v Bohu zůstává a Bůh v něm. 1J 4, 16 (Kral, ČEP)
Původní řecký text Nového zákona pak zní „ὁ θεòς ἀγάπη ἐστίν“ (ho theos agapé estin).

## Obsah
Papež se v encyklice zaobírá pojmy erós, agapé a logos a jejich vztahu k Ježíšovu učení. Erós a agapé představují v řečtině dva různé výrazy pro lásku: agapé je sestupující, povznášející láska, kdy se jeden dává druhému k dispozici; erós je stoupající, majetnická láska, vášeň, která od druhého něco žádá. Termín logos je v tomto kontextu překládán do češtiny jako "slovo", ale znamená také myšlení, projev, rozum, princip nebo smysl. V Janově evangeliu, kde se slovo logos vyskytuje, je označením pro druhou božskou osobu – božího Syna („Slovo“).
Encyklika popisuje obě formy lásky, erós i agapé jako samy o sobě dobré. Obě pocházejí od Boha, avšak erós může být degradován na pouhý sex, pokud není vyvážen křesťanskou spiritualitou. V přesvědčení, že obě formy lásky jsou dobré, pak papež následuje předchozí filosofickou, židovskou a teologickou tradici (Platón, Augustinus, Bonaventura), kterou v tomto bodě obvykle odmítají protestantští autoři.
První polovina encykliky analyzuje z filosofického hlediska význam pojmu láska. V úvahách o pojmu erós papež cituje mezi dalšími autory např. i Vergiliovy Bukoliky: „Omnia vincit amor“ („láska přemáhá všechno“), a dodává: „et nos cedamus amori“ („a lásce podléháme i my“). Podobně cituje Nietzscheho, podle něhož křesťanství dalo erótu vypít jed, který sice nezpůsobil jeho smrt, ale degradoval jej na pouhou neřest. Dále se encyklika odvíjí od rozboru lásky podle starozákonní Písně písní a pasáží z prvního listu Janova, podle které je encyklika nazvána, a dochází k závěru, že erós a agapé nejsou dvě rozdílné druhy lásky, ale pouze rozlišené části jediné lásky, která dává i dostává.